# 聖安妮湖
46°7′35″N 25°53′17″E / 46.12639°N 25.88806°E

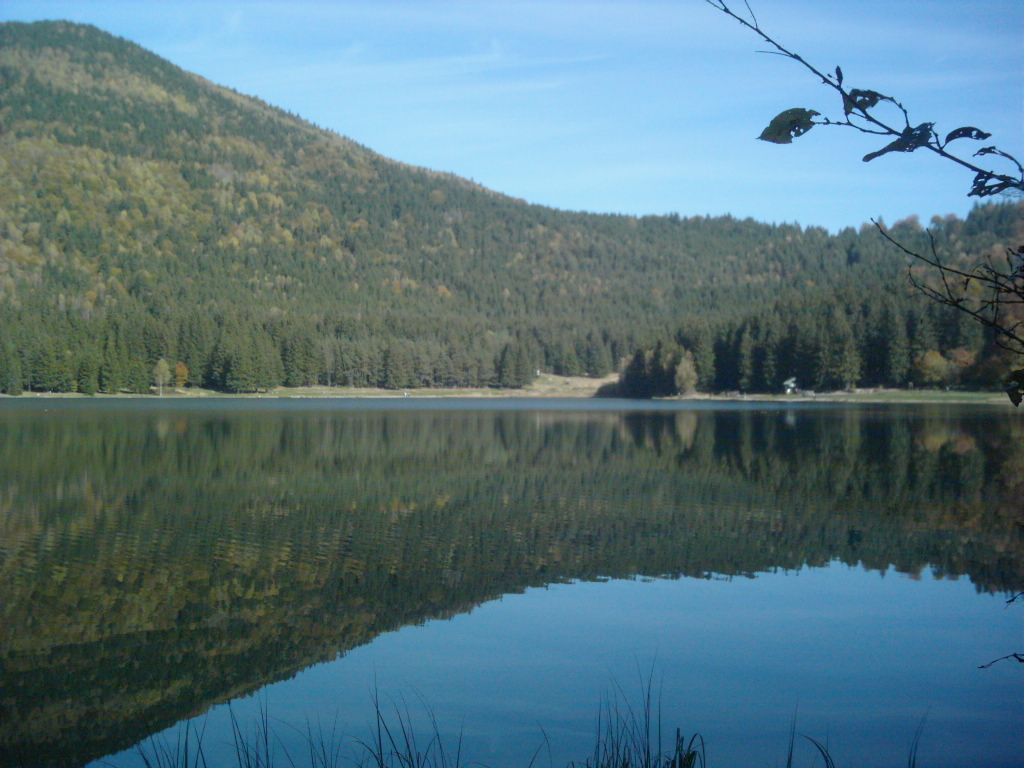
聖安妮湖

聖安妮湖（羅馬尼亞語：Lacul Sfânta Ana）是羅馬尼亞的火山湖，由哈爾吉塔縣負責管轄，長0.6公里、寬0.5公里，面積0.2平方公里，海拔高度946米，平均水深6.4米，最大水深7米，湖岸線長度1,617米。

3D電腦立體圖
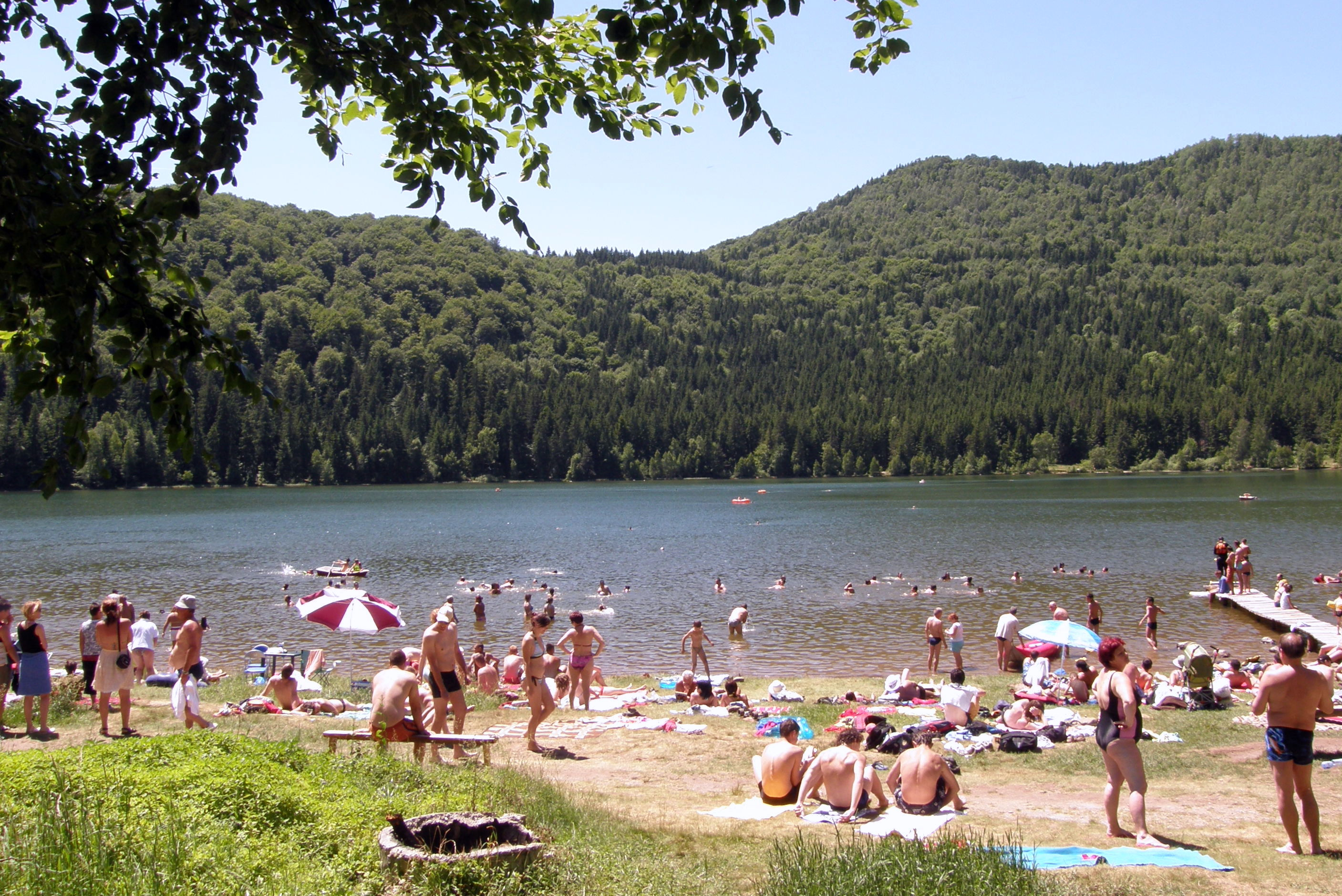
湖中暢泳
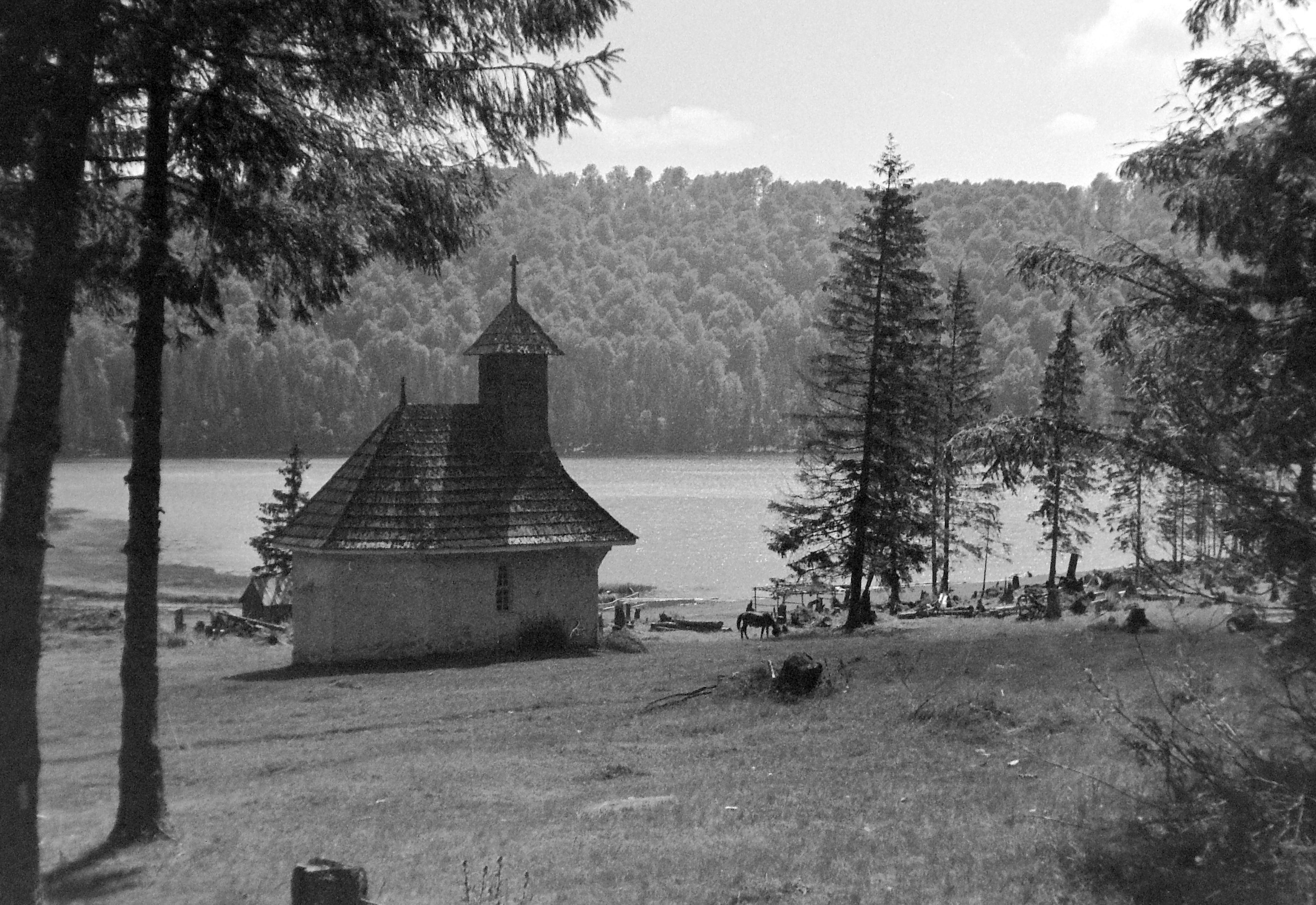
1943年